# Flugplatz Iserlohn-Sümmern

i7
i11
i13

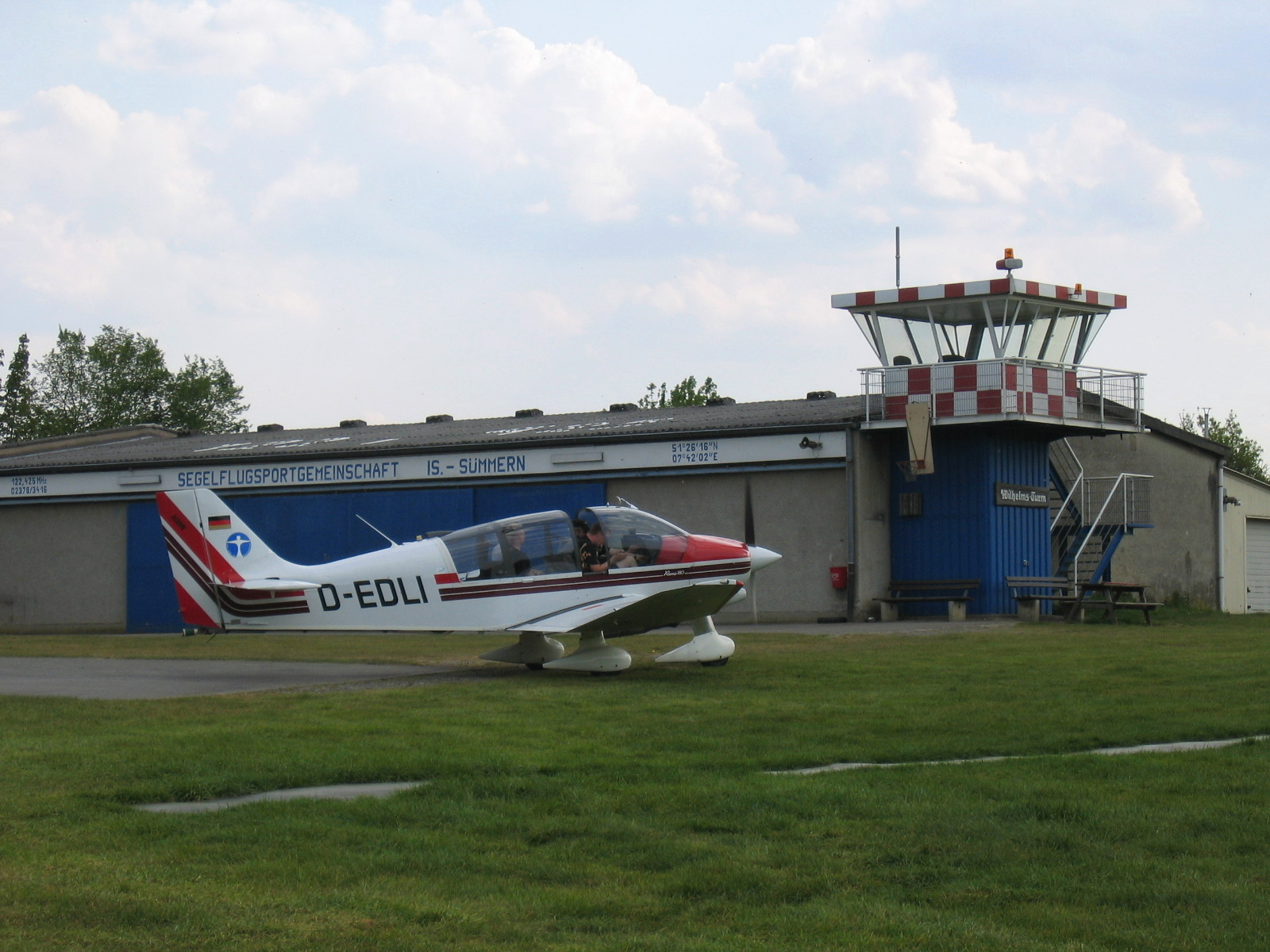
Turm des Flugplatzes

Der Flugplatz Iserlohn-Sümmern (ICAO-Code: EDKS) ist ein Sonderlandeplatz in Iserlohn, Sauerland, Nordrhein-Westfalen. Er hat eine unbefestigte, mit Gras bewachsene Start- und Landebahn (Richtung 04/22). Er befindet sich in einer Höhe von 155 Metern über NN und ist die Heimat des Aero Club Hagen.